# Бристоль (Індіана)
Бристоль (англ. Bristol) — місто (англ. town) в США, в окрузі Елкгарт штату Індіана. Населення — 1789 осіб (2020).

## Географія
Бристоль розташований за координатами 41°42′59″ пн. ш. 85°49′32″ зх. д. / 41.71639° пн. ш. 85.82556° зх. д. (41.716493, -85.825604).  За даними Бюро перепису населення США в 2010 році місто мало площу 9,90 км², з яких 9,57 км² — суходіл та 0,34 км² — водойми. В 2017 році площа становила 10,75 км², з яких 10,41 км² — суходіл та 0,34 км² — водойми.

## Демографія
Згідно з переписом 2010 року, у місті мешкали 1602 особи в 608 домогосподарствах у складі 429 родин. Густота населення становила 162 особи/км².  Було 737 помешкань (74/км²).
Расовий склад населення:
| - 87,9 % — білих - 2,1 % — чорних або афроамериканців - 1,5 % — азіатів - 0,7 % — корінних американців - 4,7 % — осіб інших рас |

До двох чи більше рас належало 3,1 %. Частка іспаномовних становила 10,2 % від усіх жителів.
За віковим діапазоном населення розподілялося таким чином: 27,0 % — особи молодші 18 років, 58,6 % — особи у віці 18—64 років, 14,4 % — особи у віці 65 років та старші. Медіана віку мешканця становила 36,4 року. На 100 осіб жіночої статі у місті припадало 98,5 чоловіків;  на 100 жінок у віці від 18 років та старших — 99,0 чоловіків також старших 18 років.
Середній дохід на одне домашнє господарство  становив 66 672 долари США (медіана — 46 750), а середній дохід на одну сім'ю — 78 343 долари (медіана — 52 009). Медіана доходів становила 39 286 доларів для чоловіків та 32 188 доларів для жінок. За межею бідності перебувало 10,4 % осіб, у тому числі 17,7 % дітей у віці до 18 років та 8,7 % осіб у віці 65 років та старших.
Цивільне працевлаштоване населення становило 898 осіб. Основні галузі зайнятості: виробництво — 46,7 %, освіта, охорона здоров'я та соціальна допомога — 15,5 %, науковці, спеціалісти, менеджери — 6,1 %, будівництво — 6,0 %.